# Frontera entre la República Centroafricana y la República del Congo
La frontera entre la República Centroafricana y la República del Congo es la frontera que separa ambos países. Tiene 467 km de longitud.
La frontera comienza en el punto donde se cruzan las fronteras de los países: Camerún, la República Centroafricana y la República del Congo, luego continúa hacia el este hasta la frontera con la República Democrática del Congo.
Surgió tras independizarse las antiguas colonias francesas.